# Bartolf Leslie
Bartolf también conocido como Bartolomé, fue un noble escocés y húngaro; y, fundador de la familia Leslie, que actualmente sirven como Earls of Leven y Earls of Rothes y Lord Newark, todos los cuales se sitúan en el histórico reino y condado de Fife, Escocia.
Habría venido de Hungría, en 1067 con Margaret más adelante Santa Margarita de Escocia.
Bartolf es conocido por ser el primer gobernador del Castillo de Edimburgo en el siglo XI, se trasladó a Escocia en 1067 y se casó con Beatrix, la hermana del rey Malcolm III (de quien fundó la familia Leslie). Él puede haber vivido hasta el siglo XII (es decir, el 1100) de acuerdo con el sitio web del escocés Rampant Clan .